# Violante Placido
Violante Placido (ur. 1 maja 1976 w Rzymie) – włoska aktorka i piosenkarka. Zagrała Marię Pomorską w filmie Karol. Człowiek, który został papieżem, a także Nadyę w filmie Ghost Rider 2. Jej ojcem jest aktor Michele Placido.

## Wybrana filmografia
- 2014: Transporter jako Caterina
- 2012: Ghost Rider 2 jako Nadya
- 2010: Amerykanin jako Clara
- 2008: Pinokio – opowieść o chłopcu z drewna jako Wróżka
- 2007: Wojna i pokój jako Helena Kuragin
- 2006: Kradzież Giocondy jako Aurore
- 2006: Czarna magia jako Stella
- 2005: Królowie przeklęci
- 2005: Karol. Człowiek, który został papieżem jako Maria Pomorska
- 2005: Raul – Diritto di uccidere jako Sonia
- 2004: Che ne sarà di noi jako Carmen
- 2004: Ovunque sei jako Elena
- 2003: Indesiderabili, Gli
- 2003: Ora o mai più jako Viola
- 2003: Sospetti 2
- 2002: Ciao America jako Paola Angelini
- 2002: Ginostra jako Pielęgniarka
- 2002: Anima gemella, L jako Maddalena
- 2000: Deadly Compromise, A jako Paola Caterina
- 2000: Casa famiglia
- 1997: Farfalle
- 1996: Jack Frusciante è uscito dal gruppo jako Adelaide
- 1996: Vite strozzate jako Laura
- 1993: Quattro bravi ragazzi jako Valeria